# Chionaema tricolora
Chionaema tricolora är en fjärilsart som beskrevs av Butler 1877. Chionaema tricolora ingår i släktet Chionaema och familjen björnspinnare. Inga underarter finns listade i Catalogue of Life.